# Michael Smurfit Graduate Business School
Die UCD Michael Smurfit Graduate Business School (kurz: Smurfit oder nach der Mutter-Universität UCD) ist eine staatliche anerkannte Business School in Irland und Teil des University College Dublin (UCD). Der Campus liegt in Blackrock, einem Vorort von Dublin. Sie bildet den postgraduierten Studienteil für die Studenten des UCD, während die Bachelor-Studenten (undergraduates) an der benachbarten UCD Quinn School of Business ausgebildet werden. Die Schule ist nach dem irischen Unternehmer und Geldgeber der Universität Michael Smurfit benannt. Die Smurfit ist seit 2011 im maßgeblichen Financial Times Ranking durchgehend die beste Business School Irlands und Mitglied des angesehenen CEMS-Netzwerk. Sie trägt seit 2002 durchgehend die Triple Crown, eine gleichzeitige Akkreditierung durch AMBA, EQUIS und AACSB.

## Campus

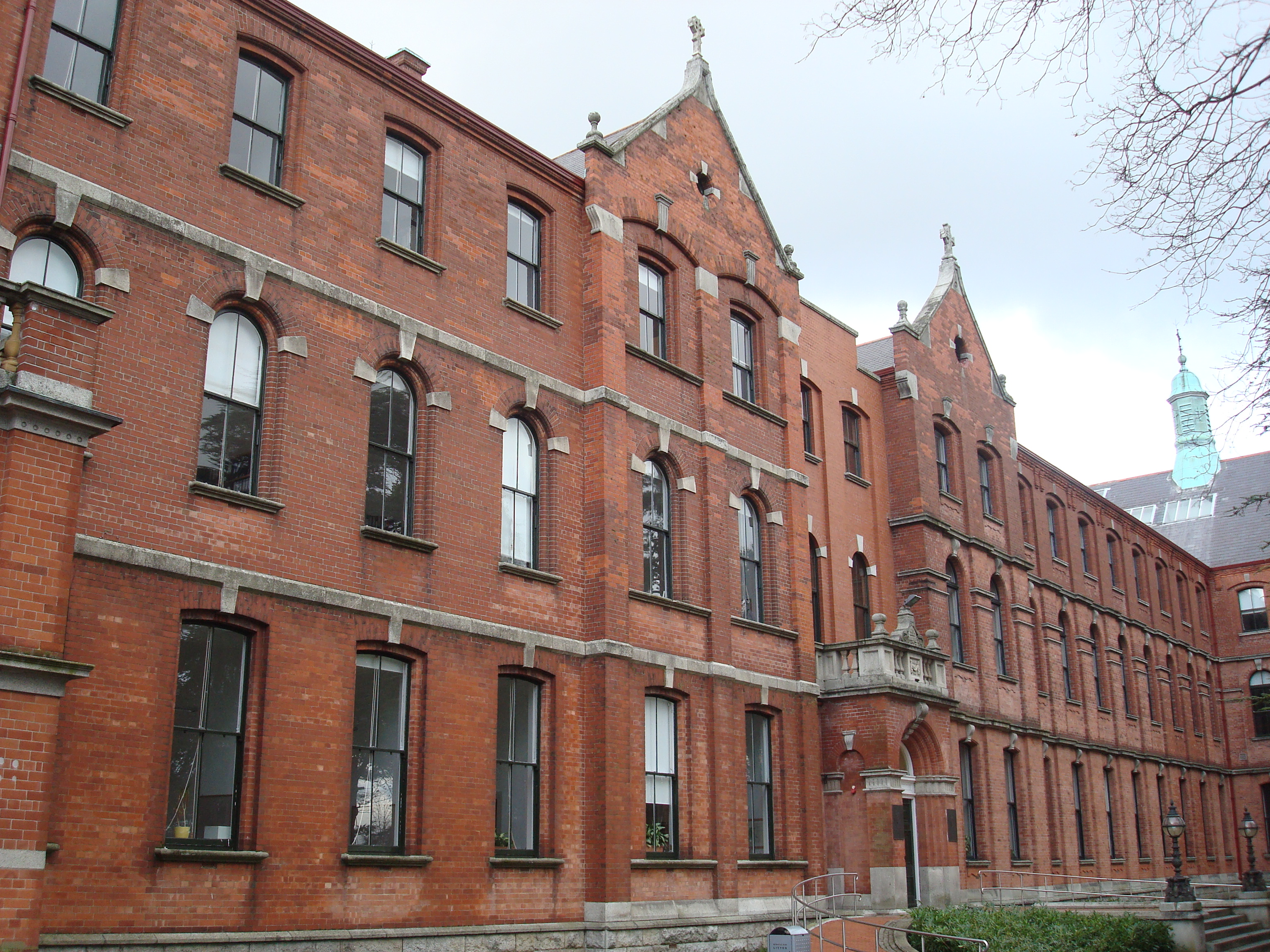
Die Michael Smurfit Graduate Business School in Blackrock, Dublin

Die UCD wurde 1854 gegründet, die UCD Faculty of Commerce im Jahr 1908. Sie sitzt heute auf dem Campus Blackrock, der im Jahr 1919 erworben wurde und seither stetig erweitert wird. War die UCD zunächst eine Innenstadt-Universität am St. Stephen’s Green in der Dubliner Innenstadt, so wurde mit stetigem Wachstum der Betrieb ab den 1940er Jahren zunehmend mehr Fakultäten auf den ehemaligen Sportplatz der Universität nach Belfield im Süden Dublins verlegt. Hier entstand im Laufe der Zeit eine Campus-Universität nach britisch-amerikanischem Vorbild, wo Studenten auf einem Gelände Sport-, Lern- und Wohngebäude vorfinden. Der Campus Blackrock hat sich gesondert entwickelt und hat im Gegensatz zum Belfield Campus großteils Gebäude im viktorianischen Baustil. Hier war bis 1988 das zur National University of Ireland gehörende Our Lady of Mercy College beheimatet. Studenten können auch hier in acht Residenzen wohnen und die lokale Bibliothek sowie Sportstätten benutzen. Das UCD College of Business unterteilt sich offiziell in die drei Einheiten: Die Lochlann Quinn School of Business, den UCD Business International Campus und die Michael Smurfit Graduate Business School. Nur letztere ist seit dem Jahr 2000 dreifach akkreditiert.

## Ranking
Seit dem Jahr 2000 wird sie durchgehend als die best gerankteste Business School Irlands gerankt. Im maßgeblichen Ranking der European Business Schools der Financial Times  wird sie im Jahr 2020 auf Platz 23 insgesamt und Platz 1 in Irland geführt. Die Smurfit Business School ist ebenfalls seit 2000 Irlands einzige CEMS-Hochschule, ein Zusammenschluss der besten Business Schools weltweit. Die Smurfit war Europas erste Business School, die 1964 einen MBA-Abschluss anbot. Der Master in International Management wird laut Financial Times Ranking auf Platz 8 der Welt gesehen. Sie ist zudem seit 2002 die erste irische Business School mit der begehrten Triple-Crown aus den drei Akkreditierenden AACSB, AMBA und EQUIS. Seit 2021 trägt auch die Trinity Business School diesen Titel.

## Spenden
Zu Spendern gehören die Allied Irish Banks (AIB), die Bank of Ireland, Accenture und Ernst & Young, sowie anonymen Spender.

## Absolventen
Bekannte Absolventin ist die irische Meisterin im Hürdenlauf Derval O’Rourke, zwischen 2002 und 2004 Nutznießerin eines UCD-Sportstipendiums.